# Ludwig Zander (Theologe)

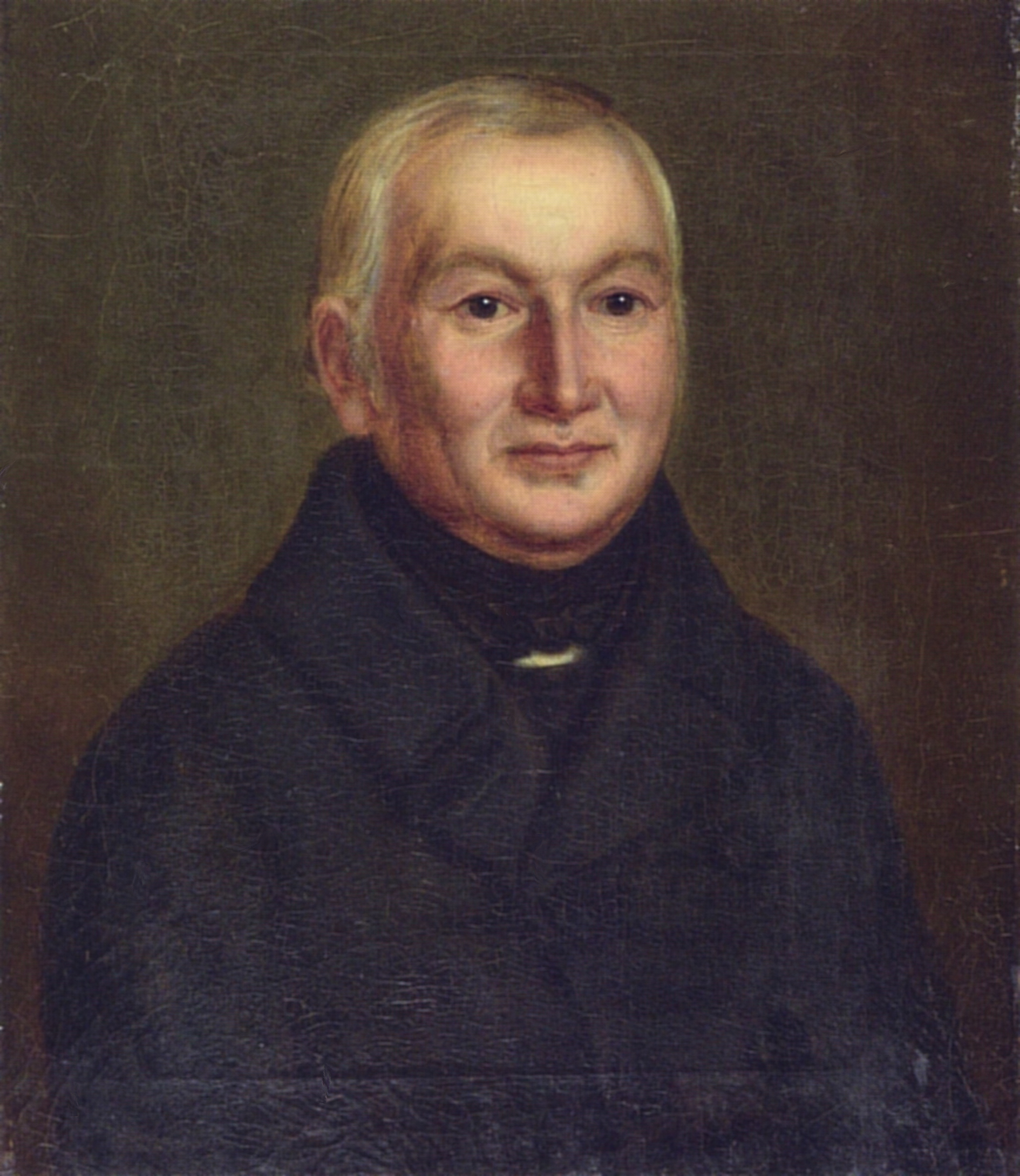
Ludwig Zander (1852)

Christian Ludwig Enoch Zander (* 8. Mai 1791 in Alt Schwerin; † 23. Juli 1872 in Ratzeburg) war ein deutscher Gymnasiallehrer und Schriftsteller.

## Leben
Ludwig Zander war Sohn des von 1788 bis 1795 in Alt Schwerin tätigen Pastors (Detlev Hartwig Diederich) Heinrich Zander (1763–1845). Der Vater wurde durch das Kloster Dobbertin am 10. Januar 1796 an die Patronatskirche in Lohmen berufen, wo er am 3. September 1838 emeritiert wurde, nachdem er kurz zuvor nach 50-jähriger Amtstätigkeit vom Großherzog Paul Friedrich zum Kirchenrat ernannt worden war. Schon seine Vorfahren Enoch und Petrus Zander waren im 17. Jahrhundert Pastoren in Dobbertin gewesen.
Zander besuchte von 1801 bis 1810 die Domschule Güstrow. 1810–1812 studierte er Theologie und Philologie an der Universität Jena und wechselte 1812 an die Universität Berlin. In Jena wurde er 1811 Mitglied der Landsmannschaft Vandalia Jena, aus der 1815 die Urburschenschaft hervorging. Ab 1813 nahm er an den Befreiungskriegen bis 1815 im Lützowschen Freikorps teil, zuletzt als Leutnant. Nach dem Krieg und dem Abschluss seines Studiums wurde er in Berlin zunächst Hauslehrer der Familie des Grafen Ernst von Bernstorff auf Wedendorf. Ab 1819 war er als Lehrer, zunächst als Kollaborator und wenig später Subrektor, ab 1825 als Prorektor an der Domschule in Ratzeburg tätig. 1838 wurde er dort Konrektor und 1839 Professor.
Mit Eröffnung der Lauenburgischen Gelehrtenschule Michaelis 1845 wurde er deren erster Direktor bis zu seinem Ruhestand Ostern 1868. Er vermachte der Lauenburgischen Gelehrtenschule seine 5000 Bände umfassende Bibliothek. 1859 schrieb Ludwig Zander die Nachrichten von unseren Vorfahren. Er verfasste zahlreiche Schulschriften und gilt als Chronist der Franzosenzeit und der Befreiungskriege im Herzogtum Sachsen-Lauenburg und an der Niederelbe. 1871 ernannte ihn die Universität Kiel zum Ehrendoktor.
Verheiratet war er von 1819 bis 1851 mit Julie Auguste Elisabeth, geb. Passow, aus Badendiek bei Güstrow und ab 1853 mit Franziska Friederike Juliane, geb. Seer, aus Neubukow. Die Ehen blieben kinderlos.
Der 1800 in Lohmen geborene spätere mecklenburgische „Vogelpastor“  Heinrich Zander an der Dorfkirche Barkow bei Lübz ist sein Halbbruder. Sein zweiter 1802 in Lohmen geborene Halbbruder Johann Christoph Carl Zander war von 1828 Pastor zu Woosten und 1846–1872 Präpositus zu Goldberg.
Seine handschriftlichen Memoiren Erinnerungen aus meinem äusseren Leben befinden sich seit dem 29. Oktober 2007 im Landeshauptarchiv Schwerin.
Die Bibliothek der Lauenburgischen Gelehrtenschule trägt heute ihm zu Ehren den Namen Zander-Bibliothek.

## Werke
- Der Heerzug Hannibals über die Alpen. Mit einer Charte. Göttingen: Vandenhoeck & Ruprecht 1828

Digitalisat des Exemplars der Bodleian Library
- Zeittafeln der römischen Geschichte von Erbauung der Stadt Rom bis auf den Untergang des abendländischen Reichs. Hamburg: F. H. Nestler 1825; 2., verb. Auflage, Göttingen: Vandenhoeck & Ruprecht 1829
- Geschichte des Kriegs an der Nieder-Elbe im Jahre 1813: mit 7 Plänen. Lüneburg: Herold & Wahlstab 1839

Digitalisat des Exemplars der Staats- und Universitätsbibliothek Hamburg
- Andeutungen zur Geschichte des Römischen Kriegswesens. Schönberg: Bicker 1840
- Über Stellung und Methode des mathematischen Unterrichtes auf Gymnasien. Ratzeburg: Freystatzky 1848
- Das Herzogthum Lauenburg in dem Zeitraum von der Französischen Occupation i. J. 1803 bis zur Uebergabe an die Krone Dänemark i. J. 1816. Ratzeburg: Linsen 1861–1863